# Akilles Järvinen
Akilles Eero Johannes Järvinen (ur. 19 września 1905 w Jyväskylä, zm. 7 marca 1943 w Tampere) – fiński lekkoatleta, dwukrotny medalista olimpijski.
Järvinen pochodził z usportowionej rodziny. Jego ojciec Verner był dyskobolem, medalistą olimpijskim z Londynu (1908), a bracia także byli olimpijczykami: Matti był mistrzem olimpijskim w rzucie oszczepem, a Kalle był kulomiotem.
Akilles Järvinen był wszechstronnym lekkoatletą, który największe sukcesy odniósł w dziesięcioboju. Na igrzyskach olimpijskich w 1928 w Amsterdamie zdobył w tej konkurencji srebrny medal, przegrywając jedyne ze swym rodakiem Paavo Yrjölą. Powtórzył ten sukces na igrzyskach olimpijskich w 1932 w Los Angeles, tym razem ulegając Amerykaninowi Jamesowi Bauschowi. Według obecnej punktacji w obu przypadkach Järvinen byłby zwycięzcą.
20 lipca 1930 Järvinen ustanowił rekord świata w dziesięcioboju wynikiem 8255,474 punktów (według obecnej punktacji byłoby to 6087 pkt). Przetrwał on do igrzysk w Los Angeles, kiedy to zarówno Bausch, jak i Järvinen uzyskali lepsze wyniki.
Na mistrzostwach Europy w 1934 w Turynie wystąpił w biegu na 400 metrów przez płotki, w którym zdobył srebrny medal (za Niemcem Hansem Scheele). Na igrzyskach olimpijskich w 1936 w Berlinie nie ukończył dziesięcioboju.
Akilles Järvinen zginął 7 marca 1943 w wypadku podczas treningowego lotu samolotu VL Pyry.

## Rekordy życiowe
- bieg na 100 metrów – 10,9 s
- bieg na 200 metrów – 21,9 s
- bieg na 400 metrów – 49,0 s
- bieg na 1500 metrów – 4:47,0 s
- bieg na 110 metrów przez płotki – 15,2 s
- bieg na 200 metrów przez płotki – 25,4 s
- bieg na 400 metrów przez płotki – 53,7 s
- skok wzwyż – 1,80 m
- skok o tyczce – 3,60 m
- skok w dal – 7,12 m
- trójskok – 14,32 m
- pchnięcie kulą – 14,10 m
- rzut dyskiem – 36,95 m
- rzut oszczepem – 63,25 m
- dziesięciobój – 7038 p (według współczesnej punktacji)